# Урбано Монті
Урбано Монті або Монте (італ.Urbano Monti o Monte) (Мілан, 16 серпня 1544 — Мілан, 15 травня 1613) — італійський географ і картограф.

## Біографія
Урбано Монті був позашлюбним сином Джованні Баттіста Монті, члена багатої родини (родини кардинала Чезаре Монті), і Анджели де Менклоцці, і він виріс у парафії Санто-Стефано в Боргоньї. Його описують як дуже культурну, м’яку та боязливу людину, яка уникала громадських обов’язків і вважала за краще дбати про навчання, управління своїм майном і благодійну діяльність. У тридцять п'ять років він одружився з вісімнадцятирічною. Марґарітою Ніґуарда; від дружини, до якої він був дуже прив'язаний, мав п'ятеро синів і доньку (старша, розпусна і марнотратна, завдавала йому багато проблем, і він сперечався за спадщину з братами). Коли він помер у 1613 році, Монті був похований у церкві Санта-Марія-дей-Серві.

## Твори
Однією з його ранніх праць є Delle cose più notabili successe nella città di Milano, хроніка історії Мілану, у чотирьох томах, з яких збереглася лише невелика кількість примірників, ймовірно тому, що вона не була призначена для широкої публіки з тих пір він, по суті, обмежується подіями, що цікавлять родину Монті. У четвертому томі цієї праці детально описана подорож першої японської делегації до Європи, яку Монті особисто зустрів при дворі Мілана. Під час цієї зустрічі Монті отримав інформацію, необхідну для публікації карти Descrittione e sito del Giapone, яка містить набагато більше інформації, ніж інші доступні на той час карти на цю тему.
Шедевром Монті, над яким він працював кілька років і який опублікував у 1590 році, є географічний трактат під назвою Trattato universale. Descrittione et sito de tutta la Terra sin qui conosciuta, важливий твір не стільки через описовий зміст (подібний до інших подібних творів того періоду), скільки через величезну круглу планісферу, багато деталізовану та прикрашену, поділену на шістдесят дошки, які можна зібрати. Особливістю карти є використання азимутальної проекції, дуже незвичайної для того часу, з Північним полюсом як центральною точкою та Антарктидою, розподіленою по зовнішньому кільцю.

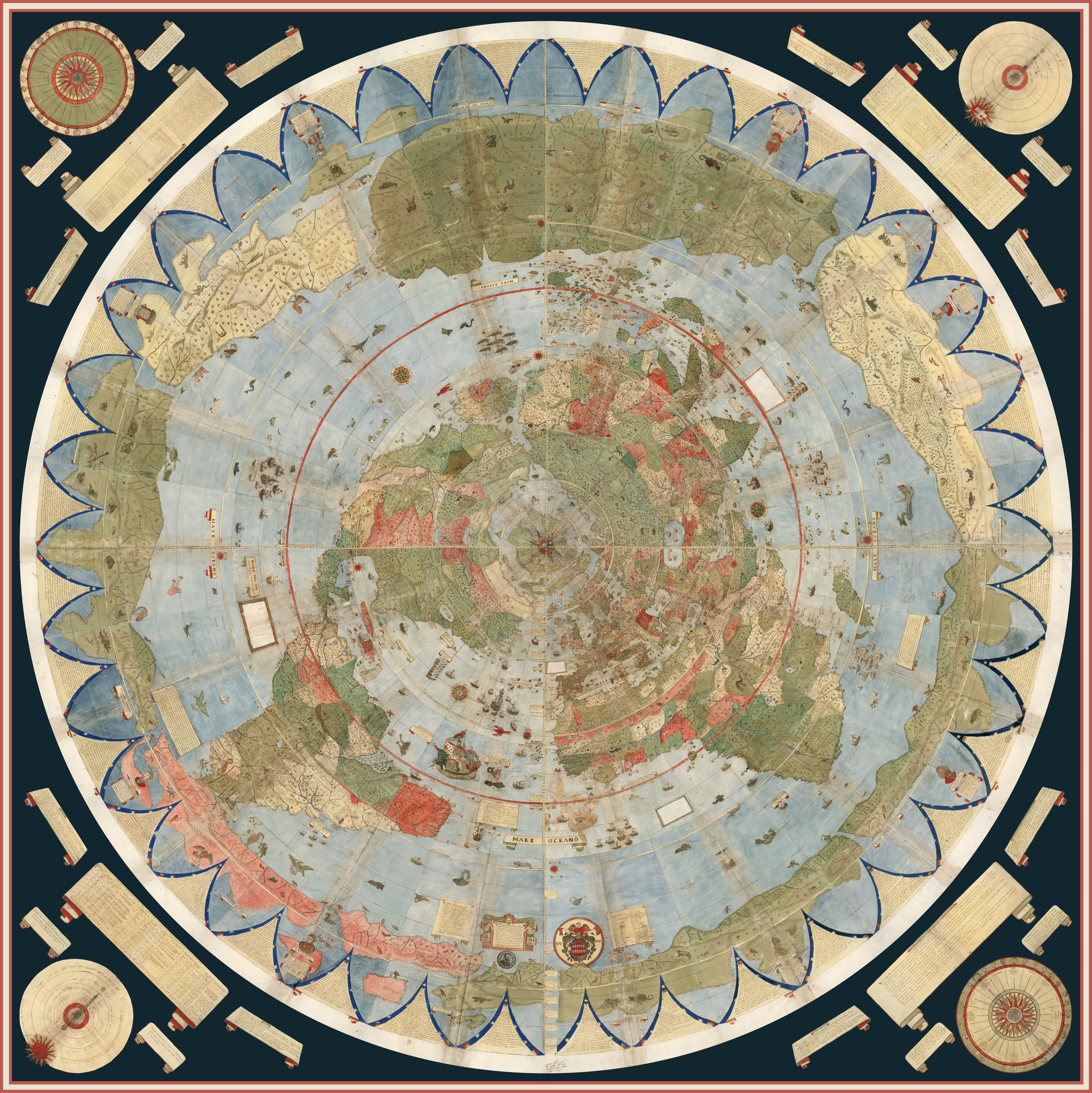
Планісфера Урбано Монті (1587)

Збереглося три версії цього трактату: перша зберігається в колекції Валентині бібліотеки єпископальної семінарії Мілана (в Венегоно-Інферіоре), друга є ідентичною копією, яку придбав Девід Рамсі, приватний колекціонер, на аукціоні. в Лондоні наприкінці 1980-х років , третій, на кілька років пізніше двох інших, став власністю Амброзіанської бібліотеки. У цьому останньому примірнику Монті змінив проекцію: після її складання вона вже не кругла, а чотирилопатева, ймовірно, щоб зменшити викривлення землі нижче екватора. Робота Монті, через її монументальний розмір, ніколи не була поширена, і вона залишалася практично невідомою до сучасності.
Примірник, що належить Міланській семінарії, був надрукований із шістдесятьма картами в 1994 році видавцем Periplo в Лекко , а перша повна копія всього рукопису на CD-ROM була опублікована видавцем Novantiqua Multimedia, також з Лекко, у 1996 році. Рамсі копію було оцифровано та зібрано наприкінці 2017 року Центром карт Девіда Рамсі (центр, заснований Рамсі, який пожертвував всю свою велику колекцію карт, прикріплену до Стенфордського університету). Карта, отримана в результаті об’єднання всіх дощок, утворює квадрат зі стороною приблизно 275 сантиметрів.

## Зовнішні посилання
- Повідомлення в загальному словнику чи енциклопедії :Dizionario biografico degli italiani  [ архів ]
  - Записи уряду: VIAFISNILCCNGNDItalieCiNiiVaticanWorldCat
  - Оцифрована карта  [ архів ] на сайті David Rumsey Map Collection